# Alfred Neveu
Pour les articles homonymes, voir Neveu.
Alfred Neveu, né le 24 décembre 1890 à Leysin et mort le 20 mai 1975, est un bobeur suisse.

## Carrière
Alfred Neveu participe aux épreuves de bobsleigh aux Jeux olympiques de 1924 à Chamonix et remporte le titre olympique en bob à quatre, avec Eduard Scherrer, Alfred Schläppi et Heinrich Schläppi.

## Palmarès

### Jeux Olympiques
- : médaillé d'or en bob à 4 aux JO 1924.